# Lasioderma baudii
Lasioderma baudii é uma espécie de insetos coleópteros polífagos pertencente à família Anobiidae.
A autoridade científica da espécie é Schilsky, tendo sido descrita no ano de 1899.
Trata-se de uma espécie presente no território português.